# Biało-Czarni Nowy Sącz
Biało-Czarni Nowy Sącz – polska drużyna rugby z siedzibą w Nowym Sączu. Gra w II Liga polska w rugby.

## Historia
Klub został oficjalnie powołany 31 sierpnia 2004 roku. Na walnym zebraniu w Sądeckim Ośrodku Interwencji Kryzysowej. Pierwszym jego prezesem klubu został wybrany Włodzimierz Borzęcki, a do Zarządu weszli: Marcin Wójcik, Krystian Ozga, Tadeusz Knop, Tomasz Kutyba. W 2005 roku funkcję prezesa objął Tadeusz Knop, a w 2007 – Tomasz Kutyba. Pierwsze treningi odbywały się w Szkole Podstawowej nr 20, w klubie UKS Lider.
W czerwcu 2004 roku drużyna rozegrała pierwszy oficjalny sparing z Juvenią Kraków, a w sierpniu tego roku – pierwszy mecz ligowy z Pogonią Siedlce na wyjeździe (porażka – 78:12 (48:12)). Pierwsze zwycięstwo zespół odnotował w meczu z drużyną Nowa Huta Rugby Klub we wrześniu (55:10).
W 2007 roku w klubie działała sekcja damska, ale ze względu na nikłe możliwości gry z innymi drużynami została rozwiązana.
Drużyna Biało-Czarnych grała cztery sezony (2004/05/, 05/06/, 06/07, 09/10) w II lidze i trzy sezony w Ekstralidze Rugby 7, w 2007 roku zajmując w niej 3. miejsce. W sezonie 2010/2011 drużyna do lat 20, zdobyła 4. miejsce w Mistrzostwach Polski U-20. W sezonie 2011/2012 Drużyna zajęła drugie miejsce w Finale Polskiej Ligi Rugby 7, która jest traktowana jako finał Pucharu Polski.